# NGC 6280
NGC 6280 ist eine gravitationell gebundene Doppelgalaxie. NGC 6280-1 ist eine 14,6 mag helle linsenförmige Galaxie vom Hubble-Typ S0, NGC 6280-2 eine 15,0 mag helle kompakte Galaxie vom Hubble-Typ C.
Die Doppelgalaxie ist im Sternbild Schlangenträger zu finden und wurde am 8. Mai 1864 von dem deutschen Astronomen Albert Marth entdeckt.